# Rupestrella homala
Rupestrella homala is een slakkensoort uit de familie van de Chondrinidae. De wetenschappelijke naam van de soort is voor het eerst geldig gepubliceerd in 1892 door Westerlund.